# Anuganalu, Hassan
Anuganalu là một làng thuộc tehsil Hassan, huyện Hassan, bang Karnataka, Ấn Độ.